# Charitopus trjapitzini
Charitopus trjapitzini är en stekelart som beskrevs av Hoffer 1980. Charitopus trjapitzini ingår i släktet Charitopus och familjen sköldlussteklar.
Artens utbredningsområde är:
- Algeriet.
- Kazakstan.
- Armenien.
- Turkmenistan.

Inga underarter finns listade i Catalogue of Life.